# Magnar Fosseide
Magnar Fosseide, né le 19 août 1913 et mort le 19 octobre 1983, est un ancien spécialiste norvégien du combiné nordique.
Il a remporté le championnat de Norvège de combiné nordique en 1938 ainsi que la médaille de bronze lors des championnats du monde de combiné nordique en 1939.

## Biographie

### Jeunesse
Il est le cinquième enfant d'Ola Mikkelson Fosseide et de Randi Jonsdotter. Il a dix frères et sœurs. Son jeune frère, Signar, a également pratiqué le ski de fond et le combiné nordique. Son cousin, Peter Fosseide (1906-1999), remporta le titre de champion des États-Unis en 1940.

### Carrière sportive
En 1936, il termine 13e du 30 km et 7e du 17 km de la Hovedlandsrennet,.
Aux championnats du monde à Chamonix en 1937, alors qu'il est dans l'équipe, il chute à la réception d'un saut et finit à l’hôpital. Il souffre d'une commotion cérébrale ce qui l'empêchera de participer à la compétition,. Lors du Festival de ski d'Holmenkollen 1937, il termine 11e dans le combiné.
Aux championnats du monde à Lahti en 1938, il a termine 36e dans le 18 km en ski de fond. En raison d'une chute lors de son second saut, il termine 35e dans le combiné. Lors des championnats de Norvège de ski 1938 (no) à Mo i Rana, il termine 26e du 30 km. Il remporte l'épreuve de combiné nordique devant Olav Lian et Sigurd Roen ce qui lui permet de remporter un Kongepokal,. Il remporte la médaille d'argent dans le 17 km de ski de fond,.
Aux championnats du monde 1939 à Zakopane, il a remporté la médaille de bronze dans le combiné. Il termine 23e dans le 18 km et 4e dans le relais en ski de fond. Il était l'un des sept sauteurs et skieurs combinés qui, en 1939, fixa un nouveau record de la colline de Holmenkollen. Fosseide a sauté 58 mètres; Sven Selånger a remporté l'épreuve de saut spécial et fixé le record de la colline à 62 mètres. En 1940, il termine 5e du combiné à Holmenkollen ce qui est son meilleur résultat.
En 1947, il termine 10e du combiné lors des championnats de Norvège de ski 1947 (no).

### Reconversion

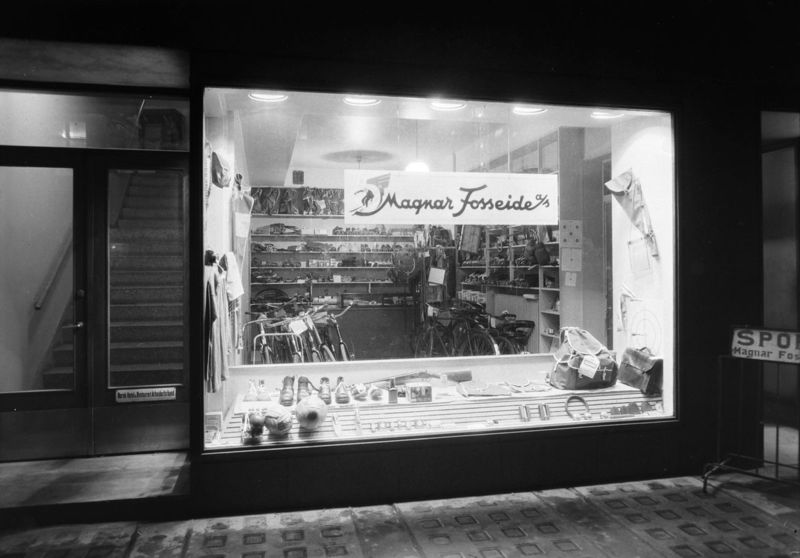
Le magasin de Magnar Fosseide

Après avoir terminé sa carrière de skieur, il posséda un magasin de sport Fosseide Sport au numéro 8 de la rue Jomfrugata (no) à Trondheim. Il a été marié avec Annbjørg Ørsjødal avec qui il a eu deux enfants : Magnar, né en 1948, et Bjørg, né en 1952. Magnar a remporté le titre de champion de Norvège de bowling en 1990,.

## Résultats

### Championnats du monde de ski nordique
| Épreuve / Édition   | Chamonix 1937 | Lahti 1938 | Zakopane 1939 |
| ------------------- | ------------- | ---------- | ------------- |
| Combiné nordique    | Non partant   | 35e        | Bronze        |
| Ski de fond - 18 km | Non partant   | 36e        | 23e           |

### Championnat de Norvège
- Il remporte le titre en 1938 (no) en combiné nordique.
- Il termine deuxième du 17 km en ski de fond derrière Lars Bergendahl en 1938 (no).

### Festival de ski d'Holmenkollen
- En combiné nordique, il a terminé 11e en 1936 et 1937, 12e en 1938, 17e en 1939 et 5e en 1940[16].
- En ski de fond, il a terminé 42e du 18 km en 1936, 34e en 1937, 24e en 1938, 10e en 1939 et 34e en 1940[16].